# Laisvall
Laisvall (samiska: Lájsogiedde) är ett före detta gruvsamhälle beläget vid sjön Laisan i Arjeplogs kommun i Norrbottens län.. Laisvall är den största orten i kommunen utanför centralorten Arjeplog. Fram till 2005 klassades platsen av SCB som en tätort, men sedan dess som småort.
Gruvsamhället Laisvall tillkom kring blymalmsgruvan Laisvallgruvan som var i drift 1943 till 2001 och drevs av Boliden AB. Gruvan var under årtionden den största arbetsgivaren i kommunen. Det ursprungliga namnet på platsen var Skorro och  bestod av obebyggd skogsmark fram till 1941, namngivet efter Skorroholmen i Laisan. [källa behövs]Poststyrelsen och Lantmäteristyrelsen gjorde 1941 en namnändring från Skorro till Laisvall. Det ursprungliga platsen för Laisvall är dock 1700-talsbyn 4 km söder utefter Laisan som insynades av Nasafjällsbolaget 1781 och som efter 1941 alltså blev namnändrad och heter Laisvallby. Det tidigare Laisvall (Laisvallby) och gruvans tillkomst skildras i boken "Laisvallby 200 år".
Samerna brukade ha renar betande på naturvallen i det egentliga Laisogiedde, dagens Laisvallby. 

## Administrativa tillhörigheter
Laisvall ligger i Arjeplogs socken, som vid införandet av 1862 års kommunalförordningar i landskapet Lappland 1874 bildade Arjeplogs landskommun. Landskommunen ombildades 1 januari 1971 till Arjeplogs kommun, som Laisvall tillhört sedan dess.

## Befolkningsutveckling
| Befolkningsutvecklingen i Laisvall 1945–2015                                                    | Befolkningsutvecklingen i Laisvall 1945–2015 | Befolkningsutvecklingen i Laisvall 1945–2015 | Befolkningsutvecklingen i Laisvall 1945–2015 | Befolkningsutvecklingen i Laisvall 1945–2015 |
| ----------------------------------------------------------------------------------------------- | -------------------------------------------- | -------------------------------------------- | -------------------------------------------- | -------------------------------------------- |
|                                                                                                 |                                              |                                              |                                              |                                              |
| År                                                                                              |                                              |                                              | Folkmängd                                    | Areal (ha)                                   |
| 1945                                                                                            | 1945                                         |                                              | 217                                          | ##                                           |
| 1950                                                                                            | 1950                                         |                                              | 577                                          | ##                                           |
| 1960                                                                                            | 1960                                         |                                              | 695                                          | 68                                           |
| 1965                                                                                            | 1965                                         |                                              | 732                                          | 69                                           |
| 1970                                                                                            | 1970                                         |                                              | 634                                          | 69                                           |
| 1975                                                                                            | 1975                                         |                                              | 587                                          | 70                                           |
| 1980                                                                                            | 1980                                         |                                              | 605                                          | 69                                           |
| 1990                                                                                            | 1990                                         |                                              | 265                                          | 72                                           |
| 1995                                                                                            | 1995                                         |                                              | 235                                          | 72                                           |
| 2000                                                                                            | 2000                                         |                                              | 204                                          | 71                                           |
| 2005                                                                                            | 2005                                         |                                              | 162                                          | 71#                                          |
| 2010                                                                                            | 2010                                         |                                              | 105                                          | 49#                                          |
| 2015                                                                                            | 2015                                         |                                              | 77                                           | 49#                                          |
| Anm.: Upphörde som tätort 2005. ## Som tätort/befolkningsagglomeration 1920–1950. # Som småort. |                                              |                                              |                                              |                                              |

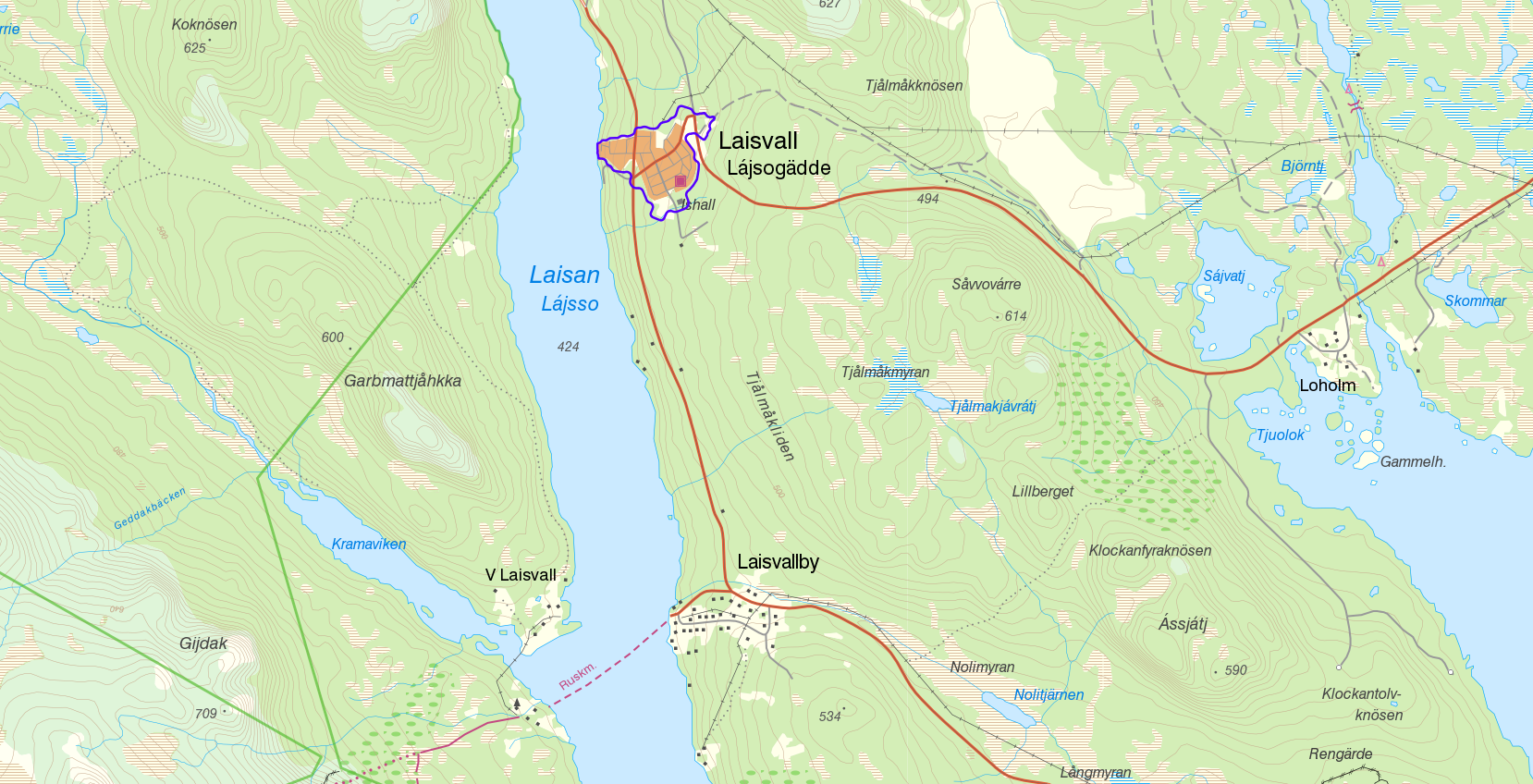
Småorten Laisvall (lila gräns) vid småortsavgränsningen 2015. På kartan syns även Laisvallby och Västra Laisvall. Bakgrundskarta från Lantmäteriet, skala 1:30 236.

Statistiska centralbyrån anmärkte i småortsavgränsningen 1995 att vissa tätorter avgränsats på ett felaktigt sätt vid tätortsavgränsningen 1995. För Laisvall borde tätortens befolkning ha uppgått till 318 personer, en siffra 83 personer högre än den publicerade. Anledningen till denna felaktighet var att gruvan och en del bostäder i tätorten tillhörde samma fastighet. När fastigheten tilldelats en koordinat så hamnade denna i gruvan, cirka 2 kilometer norr om tätorten. De 83 personerna som bodde inne i tätorten räknades då som boende vid gruvan. Denna anmärkning var ingen rättning, och den publicerade siffran på 235 personer blev inte officiellt korrigerad eller ersatt.